# Шлегель (Тюрингія)
Шлегель (нім. Schlegel) — громада в Німеччині, розташована в землі Тюрингія. Входить до складу району Заале-Орла. Складова частина об'єднання громад Заале-Реннштайг.
Площа — 12,28 км2. Населення становить Невірний параметр metadata 16 075 097 ос. (станом на 31 грудня 2021).